# Eulasia speciosa
Eulasia speciosa là một loài bọ cánh cứng trong họ Glaphyridae. Loài này được Champenois miêu tả khoa học năm 1900.